# Старый Онохой
Ста́рый Онохо́й (бур. Хуушан Нохой) — село в Заиграевском районе Бурятии. Входит в городское поселение «Посёлок Онохой».

## География
Расположено на правом берегу реки Уда, напротив посёлка городского типа Онохой, выше впадения речки (ручья) Онохой в Уду, в 1 км к югу от региональной автодороги Р436 Улан-Удэ — Романовка — Чита. На северо-восточной окраине села находится автомобильный мост через Уду. Расстояние до центральной части пгт Онохой — 4 км.

## История
В октябре 2014 года сельское поселение «Старо-Онохойское», с административным центром в селе Старый Онохой, объединилось с городским поселением «Посёлок Онохой».

## Население
| 2002 | 2010 |
| ---- | ---- |
| 868  | ↘862 |

## Инфраструктура
Основная общеобразовательная школа, Дом культуры, библиотека, фельдшерско-акушерский пункт, лесничество, участок РЭС, музей татарской культуры.

## Экономика
Крестьянско-фермерские хозяйства, лесозаготовки.